# مالديت
maldet أو Linux Malware Detect وأيضا يعرف اختصارا بـ (LMD) هو برنامج من برمجة R-fx Networks مخصص لفحص الملفات على نظام التشغيل لينكس للتاكد من خلو النظام من الملفات الضارة وذلك بناء على قاعدة بيانات خاصة بالبرنامج تحتوي على الملفات التي تصنف على انها ضاره حيث تحتوي على إم دي5 و HEX pattren عن الملفات الضارة التي يستطيع البرنامج الكشف عنها. وفي العادة يستخدم هذا البرنامج في بيئات الاستضافة المشتركة من اجل التاكد من خلو حسابات المستخدمين على السيرفر من أي ملفات ضارة.
البرنامج معد بطريقة تسمح له العمل سويا مع سي بانيل وفي حال اكتشاف أحد الملفات الضارة على السيرفر فانه يتم محاولة تنظيف الملفات أو وضعها في الحجر حتى لا تسبب أي أضرار. وقد يتم ايقاف الحساب تلقائيا (suspend account) دون الحاجة لتدخل أحد في حال كان قد تم ضبط اعدادات البرنامج للقيام بذلك.
كذلك فان التطبيق يقوم باستخدام محرك برنامج كلام أنتي فيرس في حال كان موجودا على السيرفر للقيام بعملية فحص محتوى الملفات وفي حال لم يكن البرنامج كلام أنتي فيرس غير موجودا فانه يقوم باستخدام الية أخرى خاصة به للبحث عن الملفات.
أيضا فان لدى البرنامج القابلية للتحديث حيث يتم تحديث قاعدة البيانات التي تحتوي على قائمة الملفات الضارة كل فترة بحيث يتم إضافة ملفات جديدة.
لا يمكن اعتبار تطبيق LMD على انه معالج للفيروسات كـ كلام أنتي فيرس مثلا. انه فقط برنامج لفحص الملفات ومقارنتها مع قاعدة البيانات الموجودة لديه فان تطابق إحدى فان البرنامج يعتبر هذا الملف ملفا ضارا.
يمكن تركيب البرنامج على سيرفر لينكس بحيث يعمل بشكل تلقائي لفحص الملفات على الخادم وايقاف أي حساب يحتوي على ملفات ضارة  حيث يستطيع مراقبة نشاط تغير الملفات عن طريق inotify.